# Hans Conrad Heidegger (Politiker, 1649)
Hans Conrad Heidegger (* 12. Juli 1649 in Zürich; † 30. August 1721 ebenda) war ein Zürcher Politiker.
Der Sohn des gleichnamigen Statthalters war von 1675 bis 1678 Landschreiber von Bülach und sass dann von 1689 bis 1693 im Grossen Rat von Zürich für die Zunft zur Schmiden, deren Zunftmeister er von 1689 bis 1693 und von 1700 bis 1721 war. 1694 wurde er Landvogt von Kyburg, 1700 bis 1720 Obervogt von Höngg. 1719 war er Statthalter.
Weniger bekannt ist, dass im alten Zürich die Sodomie (Homosexualität) den dritten Platz unter den mit dem Tode bedrohten Verbrechen einnahm und dass während seiner Amtszeit von 1694 und 1698 allein 24 Personen, meist junge Männer, wegen dieses Deliktes hingerichtet wurden.